# Liste der Baudenkmale in Liebenau (Niedersachsen)
In der Liste der Baudenkmale in Liebenau sind alle Baudenkmale der niedersächsischen Gemeinde Liebenau aufgelistet. Die Quelle der Baudenkmale ist der Denkmalatlas Niedersachsen. Der Stand der Liste ist der 17. April 2021.

## Allgemein
In den Spalten befinden sich folgende Informationen:
- Lage: die Adresse des Baudenkmales und die geographischen Koordinaten. Kartenansicht, um Koordinaten zu setzen. In der Kartenansicht sind Baudenkmale ohne Koordinaten mit einem roten Marker dargestellt und können in der Karte gesetzt werden. Baudenkmale ohne Bild sind mit einem blauen Marker gekennzeichnet, Baudenkmale mit Bild mit einem grünen Marker.
- Bezeichnung: Bezeichnung des Baudenkmales
- Beschreibung: die Beschreibung des Baudenkmales. Unter § 3 Abs. 2 NDSchG werden Einzeldenkmale und unter § 3 Abs. 3 NDSchG Gruppen baulicher Anlagen und deren Bestandteile ausgewiesen.
- ID: die Objekt-ID des Baudenkmales
- Bild: ein Bild des Baudenkmales, ggf. zusätzlich mit einem Link zu weiteren Fotos des Baudenkmals im Medienarchiv Wikimedia Commons. Wenn man auf das Kamerasymbol klickt, können Fotos zu Baudenkmalen aus dieser Liste hochgeladen werden:

## Einzeldenkmale
| Lage                                       | Bezeichnung     | Beschreibung | ID       | Bild           |
| ------------------------------------------ | --------------- | --- | -------- | -------------- |
| Am Bahnhof 9 52° 36′ 10″ N, 9° 6′ 18″ O    | Empfangsgebäude | Der langgestreckte einstöckiger Fachwerkbau unter Satteldach, an der Bahnlinie von Nienburg nach Rahden gelegen, wurde 1910 errichtet. Der ausluchtartige Vorbau markiert den Eingangsbereich des Empfangsgebäudes. Der Güterschuppen ist durch einen kleinen Zwischenbau gestalterisch etwas abgesetzt.                                                                                                   | 31047482 |                |
| Kampstraße 51 52° 37′ 30″ N, 9° 4′ 50″ O   | Backhaus        | Um 1905 erbautes Backhaus als kleiner Ziegelbau mit auskragendem Fachwerkoberstock auf dem Gelände des ehemaligen Forsthauses Rothenkamp. | 31049547 |                |
| Kirchstraße 52° 36′ 7″ N, 9° 5′ 48″ O      | Kirche          | Spätgotische dreischiffige Hallenkirche St. Laurentius von Rom aus der Zeit um 1500. Das an der Nordseite angebrachte Wappen ist datiert auf 1522. Teile des Chors sind aus dem 13. Jahrhundert. Der Anbau datiert auf die Mitte des 19. Jahrhunderts. Der Westturm in Backstein datiert auf das Jahr 1863 und wurde nach einem Brand neu errichtet. Die Langhausfenster sind von Kielbogenmotive bekrönt. | 31047817 | Weitere Bilder |
| Kirchstraße 9 52° 36′ 9″ N, 9° 5′ 48″ O    | Wohnhaus        | ehemaliges Küsterhaus | 31047839 |                |
| Kirchstraße 11 52° 36′ 8″ N, 9° 5′ 49″ O   | Wohnhaus        | 1856 wohl als ehemalige Schule oder Pfarrhaus errichteter zweigeschossiger massiver Ziegelbau unter einem Halbwalmdach. | 31047854 |                |
| Lange Straße 12 52° 36′ 20″ N, 9° 5′ 31″ O | Wohnhaus        | Im 18. Jahrhundert errichtetes ehemaliges Wach- oder Zollhaus, von dem nur Giebel erhalten ist. Das Gebäude ist in Ziegelfachwerk gehalten. Das Giebeldreieck kragt auf Streben weit aus. | 31048414 |                |
| Lange Straße 52 52° 36′ 11″ N, 9° 5′ 50″ O | Wohnhaus        | Ende des 18. Jahrhunderts errichtetes eingeschossiges Kleinbürgerhaus in Ziegelfachwerk und unter einem Satteldach. | 31048435 |                |
| Lange Straße 53 52° 36′ 12″ N, 9° 5′ 50″ O | Apotheke        | Die ehemalige Laurentiusapotheke wurde Anfang des 19. Jahrhunderts an einer städtebaulich exponierten Stelle als zweigeschossiger kubischer Ziegelfachwerkbau unter einem Walmdach errichtet. | 31048455 |                |
| Lange Straße 74 52° 36′ 6″ N, 9° 5′ 54″ O  | Wohnhaus        | Ende des 16. Jahrhunderts errichtetes ehemaliges Zollhaus, das 1856 so renoviert wurde, dass allein der Südgiebel erhalten blieb. | 31048471 |                |
| Schlossstraße 52° 35′ 44″ N, 9° 5′ 31″ O   | Schloss         | Zwischen 1890 und 1900 in Ziegel massiv (vergleichbar Tudor-Stil) erbautes Schloss Eickhof mit reichem Dekor. Heute Zen-Kloster. | 31048540 | Weitere Bilder |

## Gruppen baulicher Anlagen

### Gruppe: Jüdischer Friedhof
Die Gruppe „Jüdischer Friedhof“ hat die ID 31036395.

| Lage                                                              | Bezeichnung | Beschreibung | ID       | Bild           |
| ----------------------------------------------------------------- | ----------- | --- | -------- | -------------- |
| Steyerberger Straße/Stolzenauer Straße 52° 35′ 28″ N, 9° 5′ 38″ O | Friedhof    | Der Jüdische Friedhof Liebenau aus der zweiten Hälfte des 19. Jahrhunderts, der mit einer Ziegelmauer umfriedet ist und ca. 70 Grabsteine umfasst. Einzelne ältere Bäume finden sich in der Anlage. | 31047460 | Weitere Bilder |

### Gruppe: Friedhofsanlage
Die Gruppe „Friedhofsanlage“ hat keine ID im Denkmalatlas.

| Lage                               | Bezeichnung | Beschreibung | ID | Bild           |
| ---------------------------------- | ----------- | --- | -- | -------------- |
| Eickhof 52° 35′ 44″ N, 9° 5′ 10″ O | Friedhof    | Die Begräbnisstätte der Familie von Hasberg ist ein mit einer Mauer eingefriedetes Quadrat. In der Mauer befindet sich eine neugotische Nische mit Sitzbank und diversen Epitaphen aus dem 16. bis 18. Jahrhundert. Die Anlage fasst zahlreiche Grabsteine des 20. Jahrhunderts und ein monumentales Kreuz aus schwarzem Granit. |    | Weitere Bilder |

### Gruppe: Nördliches Scheunenviertel, Bergstraße
Die Gruppe „Nördliches Scheunenviertel, Bergstraße“ hat die ID 31046382.

| Lage                                  | Bezeichnung | Beschreibung                                                                                       | ID       | Bild |
| ------------------------------------- | ----------- | -------------------------------------------------------------------------------------------------- | -------- | ---- |
| Bergstraße 52° 36′ 22″ N, 9° 5′ 24″ O | Scheune     | Relativ junge Scheune („Scheune H“), die aber ein aussagefähiges Beispiel für den Scheunenbau ist. | 31047628 |      |
| Bergstraße 52° 36′ 21″ N, 9° 5′ 25″ O | Scheune     | Fachwerkscheune („Scheune I“).                                                                     | 31047605 |      |
| Bergstraße 52° 36′ 21″ N, 9° 5′ 24″ O | Scheune     | Fachwerkscheune („Scheune J“).                                                                     | 31047582 |      |
| Bergstraße 52° 36′ 21″ N, 9° 5′ 23″ O | Scheune     | Relativ junge Scheune („Scheune K“), die aber ein aussagefähiges Beispiel für den Scheunenbau ist. | 31047563 |      |
| Bergstraße 52° 36′ 21″ N, 9° 5′ 23″ O | Scheune     | „Scheune L“.                                                                                       | 31047541 |      |

### Gruppe: Pinewood-Camp (Waldsiedlung)
Die Gruppe „Pinewood-Camp“ hat die ID 31036407. Die Siedlung wird beschrieben als beispielhafte Anlage einer Wohnsiedlung der späten 1930er Jahre mit Ergänzungen aus den 1950er Jahren. Sie besteht überwiegend aus eingeschossigen Ziegelbauten unter Satteldächern. Die jeweils zeittypische Gestaltung ist in handwerklich guter Ausführung gelungen und wird geprägt durch Einheitlichkeit und Ungestörtheit.

| Lage                                                                         | Bezeichnung                        | Beschreibung | ID       | Bild |
| ---------------------------------------------------------------------------- | ---------------------------------- | ------------ | -------- | ---- |
| Königsberger Straße 19/19a, Waldsiedlung 1g–1h 52° 36′ 37″ N, 9° 4′ 28″ O    | Wohnhaus (angegeben: Gaststätte)   |              | 31047889 |      |
| Königsberger Straße 21 52° 36′ 38″ N, 9° 4′ 27″ O                            | Wohnhaus                           |              | 31047908 |      |
| Königsberger Straße 23 52° 36′ 37″ N, 9° 4′ 27″ O                            | Wohnhaus                           |              | 31047926 | BW   |
| Königsberger Straße 25 52° 36′ 37″ N, 9° 4′ 26″ O                            | Wohnhaus                           |              | 31047944 | BW   |
| Königsberger Straße 27 52° 36′ 37″ N, 9° 4′ 26″ O                            | Wohnhaus                           |              | 31047962 |      |
| Königsberger Straße 29 52° 36′ 38″ N, 9° 4′ 26″ O                            | Wohnhaus                           |              | 31047980 |      |
| Königsberger Straße 31 52° 36′ 38″ N, 9° 4′ 26″ O                            | Wohnhaus                           |              | 31047998 | BW   |
| Königsberger Straße 33 52° 36′ 38″ N, 9° 4′ 25″ O                            | Wohnhaus                           |              | 31048016 | BW   |
| Königsberger Straße 35 52° 36′ 37″ N, 9° 4′ 25″ O                            | Wohnhaus                           |              | 31048034 |      |
| Königsberger Straße 37 52° 36′ 39″ N, 9° 4′ 25″ O                            | Wohnhaus                           |              | 31048052 |      |
| Königsberger Straße 39 52° 36′ 38″ N, 9° 4′ 24″ O                            | Wohnhaus                           |              | 31048070 | BW   |
| Königsberger Straße 41 52° 36′ 38″ N, 9° 4′ 24″ O                            | Wohnhaus                           |              | 31048088 | BW   |
| Königsberger Straße 43 52° 36′ 38″ N, 9° 4′ 24″ O                            | Wohnhaus                           |              | 31048106 | BW   |
| Königsberger Straße 45 52° 36′ 39″ N, 9° 4′ 23″ O                            | Wohnhaus                           |              | 31048124 |      |
| Königsberger Straße 47 52° 36′ 39″ N, 9° 4′ 23″ O                            | Wohnhaus                           |              | 31048142 | BW   |
| Königsberger Straße 49 52° 36′ 39″ N, 9° 4′ 23″ O                            | Wohnhaus                           |              | 31048160 | BW   |
| Königsberger Straße 51 52° 36′ 38″ N, 9° 4′ 22″ O                            | Wohnhaus                           |              | 31048178 |      |
| Königsberger Straße 53 52° 36′ 39″ N, 9° 4′ 22″ O                            | Wohnhaus                           |              | 31048196 |      |
| Königsberger Straße 55 52° 36′ 39″ N, 9° 4′ 22″ O                            | Wohnhaus                           |              | 31048214 | BW   |
| Königsberger Straße 57 52° 36′ 39″ N, 9° 4′ 22″ O                            | Wohnhaus                           |              | 31048232 |      |
| Königsberger Straße 59 52° 36′ 39″ N, 9° 4′ 21″ O                            | Wohnhaus                           |              | 31048250 |      |
| Königsberger Straße 61 52° 36′ 40″ N, 9° 4′ 21″ O                            | Wohnhaus                           |              | 31048268 |      |
| Königsberger Straße 63 52° 36′ 40″ N, 9° 4′ 21″ O                            | Wohnhaus                           |              | 31048286 |      |
| Königsberger Straße 65 52° 36′ 39″ N, 9° 4′ 20″ O                            | Wohnhaus                           |              | 31048304 |      |
| Königsberger Straße 67 52° 36′ 39″ N, 9° 4′ 20″ O                            | Wohnhaus                           |              | 31048322 |      |
| Königsberger Straße 69 52° 36′ 40″ N, 9° 4′ 20″ O                            | Wohnhaus                           |              | 31048340 |      |
| Königsberger Straße 71 52° 36′ 40″ N, 9° 4′ 20″ O                            | Wohnhaus                           |              | 31048358 |      |
| Königsberger Straße 73 52° 36′ 41″ N, 9° 4′ 20″ O                            | Wohnhaus                           |              | 31048376 |      |
| Waldsiedlung 1 52° 36′ 36″ N, 9° 4′ 29″ O                                    | Torhaus                            |              | 31048705 |      |
| Waldsiedlung 1a 52° 36′ 36″ N, 9° 4′ 29″ O                                   | Gaststätte                         |              | 31048723 |      |
| Waldsiedlung 1b, 1c–1f 52° 36′ 36″ N, 9° 4′ 30″ O                            | (ehemaliger) Laden, jetzt Wohnhaus |              | 31048741 |      |
| Waldsiedlung 2a–2b 52° 36′ 36″ N, 9° 4′ 26″ O                                | Wohnhaus                           |              | 31048761 |      |
| Waldsiedlung 3 52° 36′ 35″ N, 9° 4′ 28″ O                                    | Turnhalle                          |              | 31048779 |      |
| Waldsiedlung 4a–4b 52° 36′ 36″ N, 9° 4′ 25″ O                                | Wohnhaus                           |              | 31048797 |      |
| Waldsiedlung 6a–6b 52° 36′ 35″ N, 9° 4′ 23″ O                                | Wohnhaus                           |              | 31048833 |      |
| Waldsiedlung 7a–7b 52° 36′ 34″ N, 9° 4′ 25″ O                                | Wohnhaus                           |              | 31048851 |      |
| Waldsiedlung 8a–8b 52° 36′ 36″ N, 9° 4′ 23″ O                                | Wohnhaus                           |              | 31048869 |      |
| Waldsiedlung 9a–9b 52° 36′ 34″ N, 9° 4′ 24″ O                                | Wohnhaus                           |              | 31048887 |      |
| Waldsiedlung 10, 10a–10b 52° 36′ 35″ N, 9° 4′ 22″ O                          | Wohnhaus                           |              | 31048905 |      |
| Waldsiedlung 12a–12b 52° 36′ 35″ N, 9° 4′ 21″ O                              | Wohnhaus                           |              | 31048923 |      |
| Waldsiedlung 13a–13b (wohl auch: Waldsiedlung 11) 52° 36′ 33″ N, 9° 4′ 23″ O | Wohnhaus                           |              | 31048941 |      |
| Waldsiedlung 14a–14b 52° 36′ 34″ N, 9° 4′ 20″ O                              | Wohnhaus                           |              | 31048959 |      |
| Waldsiedlung 15/15a–15b 52° 36′ 33″ N, 9° 4′ 22″ O                           | Wohnhaus                           |              | 31048977 |      |
| Waldsiedlung 16a–16b 52° 36′ 34″ N, 9° 4′ 19″ O                              | Wohnhaus                           |              | 31048995 |      |
| Waldsiedlung 17a–17b 52° 36′ 33″ N, 9° 4′ 20″ O                              | Wohnhaus                           |              | 31049013 |      |
| Waldsiedlung 18a–18b 52° 36′ 33″ N, 9° 4′ 18″ O                              | Wohnhaus                           |              | 31049031 |      |
| Waldsiedlung 19a 52° 36′ 33″ N, 9° 4′ 20″ O                                  | Wohnhaus                           |              | 31049049 |      |
| Waldsiedlung 22a–22b 52° 36′ 36″ N, 9° 4′ 16″ O                              | Wohnhaus                           |              | 31049085 |      |
| Waldsiedlung 24a–24b 52° 36′ 37″ N, 9° 4′ 17″ O                              | Wohnhaus                           |              | 31049103 |      |
| Waldsiedlung 25 52° 36′ 33″ N, 9° 4′ 12″ O                                   | Wohnhaus                           |              | 31049121 |      |
| Waldsiedlung 26/26a–26b 52° 36′ 37″ N, 9° 4′ 18″ O                           | Wohnhaus                           |              | 31049139 |      |
| Waldsiedlung 27a–27b 52° 36′ 34″ N, 9° 4′ 11″ O                              | Wohnhaus                           |              | 31049157 |      |
| Waldsiedlung 28 52° 36′ 38″ N, 9° 4′ 19″ O                                   | Wohnhaus                           |              | 31049175 |      |
| Waldsiedlung 29a–29b 52° 36′ 35″ N, 9° 4′ 10″ O                              | Wohnhaus                           |              | 31049193 |      |
| Waldsiedlung 30a–30b 52° 36′ 38″ N, 9° 4′ 20″ O                              | Wohnhaus                           |              | 31049211 |      |
| Waldsiedlung 31/31a–31b 52° 36′ 36″ N, 9° 4′ 9″ O                            | Wohnhaus                           |              | 31049229 |      |
| Waldsiedlung 32/32a–32b 52° 36′ 38″ N, 9° 4′ 21″ O                           | Wohnhaus                           |              | 31049247 |      |
| Waldsiedlung 33 52° 36′ 37″ N, 9° 4′ 9″ O                                    | Wohnhaus                           |              | 31049265 |      |
| Waldsiedlung 34/34a–34b 52° 36′ 37″ N, 9° 4′ 21″ O                           | Wohnhaus                           |              | 31049283 |      |
| Waldsiedlung 35a–35b 52° 36′ 37″ N, 9° 4′ 13″ O                              | Wohnhaus                           |              | 31049301 |      |
| Waldsiedlung 36 52° 36′ 37″ N, 9° 4′ 22″ O                                   | Wohnhaus                           |              | 31049319 |      |
| Waldsiedlung 37 52° 36′ 37″ N, 9° 4′ 14″ O                                   | Wohnhaus                           |              | 31049337 |      |
| Waldsiedlung 38/38a–38b 52° 36′ 37″ N, 9° 4′ 23″ O                           | Wohnhaus                           |              | 31049355 |      |
| Waldsiedlung 39 52° 36′ 38″ N, 9° 4′ 15″ O                                   | Wohnhaus                           |              | 31049373 |      |
| Waldsiedlung 40a–40b 52° 36′ 36″ N, 9° 4′ 24″ O                              | Wohnhaus                           |              | 31049391 |      |
| Waldsiedlung 41a–41b 52° 36′ 38″ N, 9° 4′ 16″ O                              | Wohnhaus                           |              | 31049409 |      |
| Waldsiedlung 43/43a–43b 52° 36′ 39″ N, 9° 4′ 17″ O                           | Wohnhaus                           |              | 31049427 |      |
| Waldsiedlung 45a–45b 52° 36′ 39″ N, 9° 4′ 16″ O                              | Wohnhaus                           |              | 31049445 |      |
| Waldsiedlung 47/47a–47d 52° 36′ 40″ N, 9° 4′ 18″ O                           | Wohnhaus                           |              | 31049463 |      |